# Nièvre (dopływ Sommy)
Nièvre – rzeka we Francji, przepływająca przez teren departamentu Somma, o długości 23 km. Stanowi prawy dopływ rzeki Sommy.